# Смешанные чувства (спектакль)
«Смешанные чувства» — спектакль Театра Антона Чехова, поставленный режиссёром Леонидом Трушкиным по пьесе американского сценариста и драматурга Ричарда Баэра. 
 Премьера состоялась 10 октября  2003 года в Театре эстрады
Спектакль посвящён памяти Елены Черкасской.

## Создатели спектакля
- Автор: Ричард Баэр[англ.]
- Перевод с английского: Сергей Таск
- Режиссёр: Леонид Трушкин
- Музыка: Марк Минков
- Сценография: Борис Краснов
- Декорации: Павел Оринянский
- Костюмы: Татьяна Зотова
- Хореография: Григорий Осадчий

Жизнь без любви бессмысленна и, как минимум, неполноценна. 
 Есть Он — смешной и нелепый. И есть Она — одинокая и верная. Они оба немолоды, оба знают, что такое потери, оба очень нуждаются в любви. И вот Он приходит к Ней, чтобы сделать ей… предложение руки и сердца. Для этого у него есть, как минимум, пять причин…

## Действующие лица и исполнители

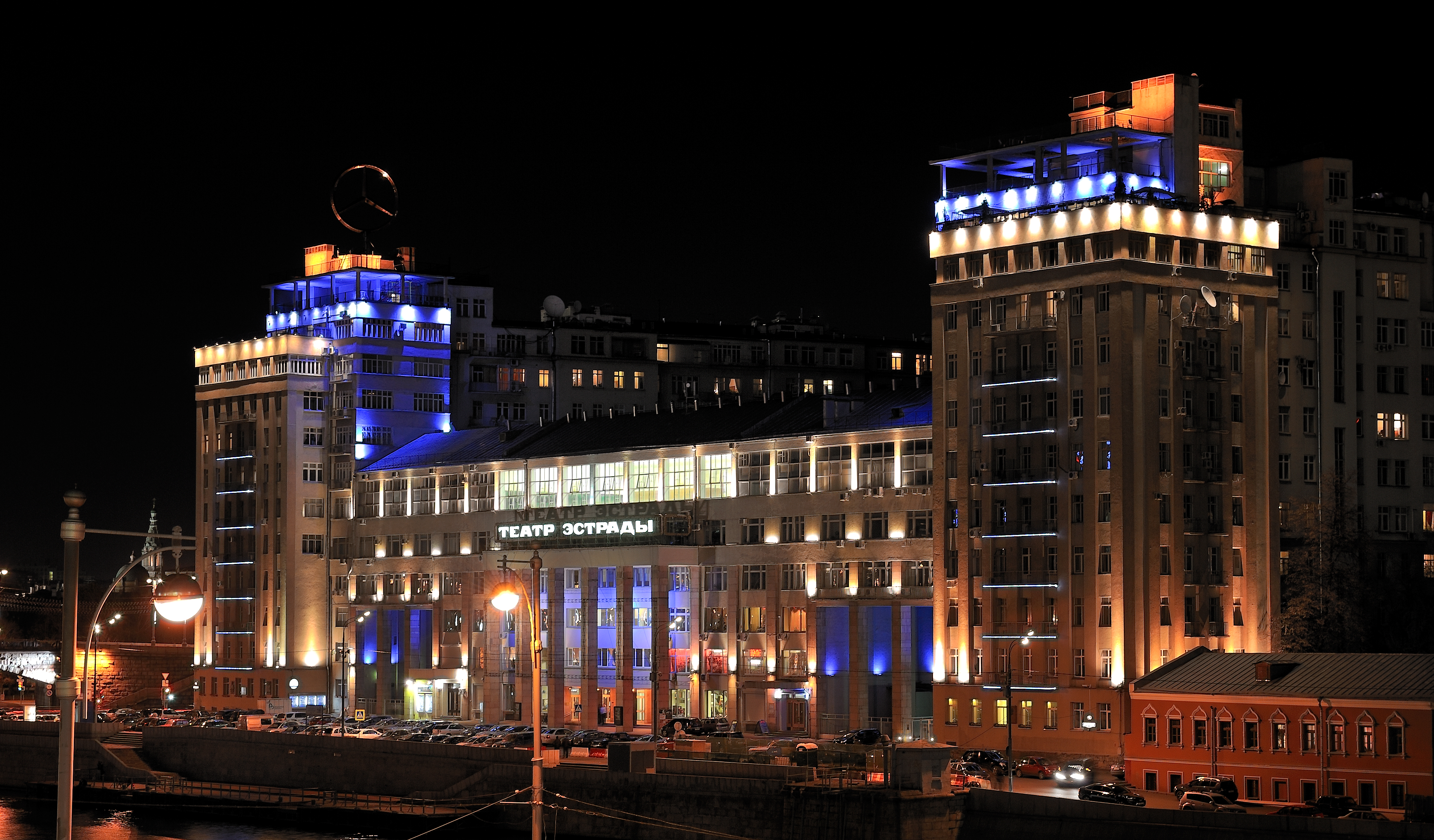

| Актёр                 | Персонаж         |
| --------------------- | ---------------- |
| Инна Чурикова         | Кристина Мильман |
| Геннадий Хазанов      | Герман Льюис     |
| Владимир Михайловский | Ральф            |
| Матвей Лапин          | Чак              |

«Смешанные чувства» — история о людях уже не второй, а третьей четверти жизни, о людях, потерявших свои половинки и наивно пытающихся возродить их друг в друге. Обмануть смерть, обмануть любовь, вернуть себе семью со всеми её милыми банальностями, которые мы пафосно называем традициями — семейными обедами, еженедельными встречами с детьми и внуками, с утренними поцелуями и вечерними ссорами. Спектакль Леонид Трушкин посвятил памяти своей ушедшей жены — Леночки Черкасской. Эту глубоко личностную историю очень тонко чувствуют актёры — иначе откуда такая удивительная бережность по отношению друг к другу, такое внимательное вслушивание и всматривание…"— Ксения Ларина

«Хочется думать, что эта история окажется близкой и понятной любому зрителю, ведь речь в пьесе идет о таких универсальных вещах, как любовь, старость, взаимоотношения с детьми. Надеюсь, моя пьеса вдохнёт надежду в тех, кто стремится сохранить состояние влюблённости и веры, которое так нужно в любом возрасте. Постановка в России особенно близка моему сердцу, так как мои дедушка и бабушка по материнской линии и вся их родня из деревни Узлян под Минском. В девятисотом году они эмигрировали в Америку. На их новой родине, как всем иммигрантам, им поначалу пришлось несладко. Но всем находится место под солнцем! Жду не дождусь, когда приеду в Москву. Давно хочется увидеть страну, откуда пошли мои корни…»— Ричард Баэр

«Спектакль „Смешанные чувства“ режиссёра Леонида Трушкина про нас, про людей моего возраста. Я там играю вместе с Геннадием Хазановым — думаю, он удивит своих поклонников, так как предстанет перед ними глубоким драматическим актёром, в котором есть что-то чаплинское. У него такая жажда работы!»— Инна Чурикова

## Постановка театра имени Ленсовета

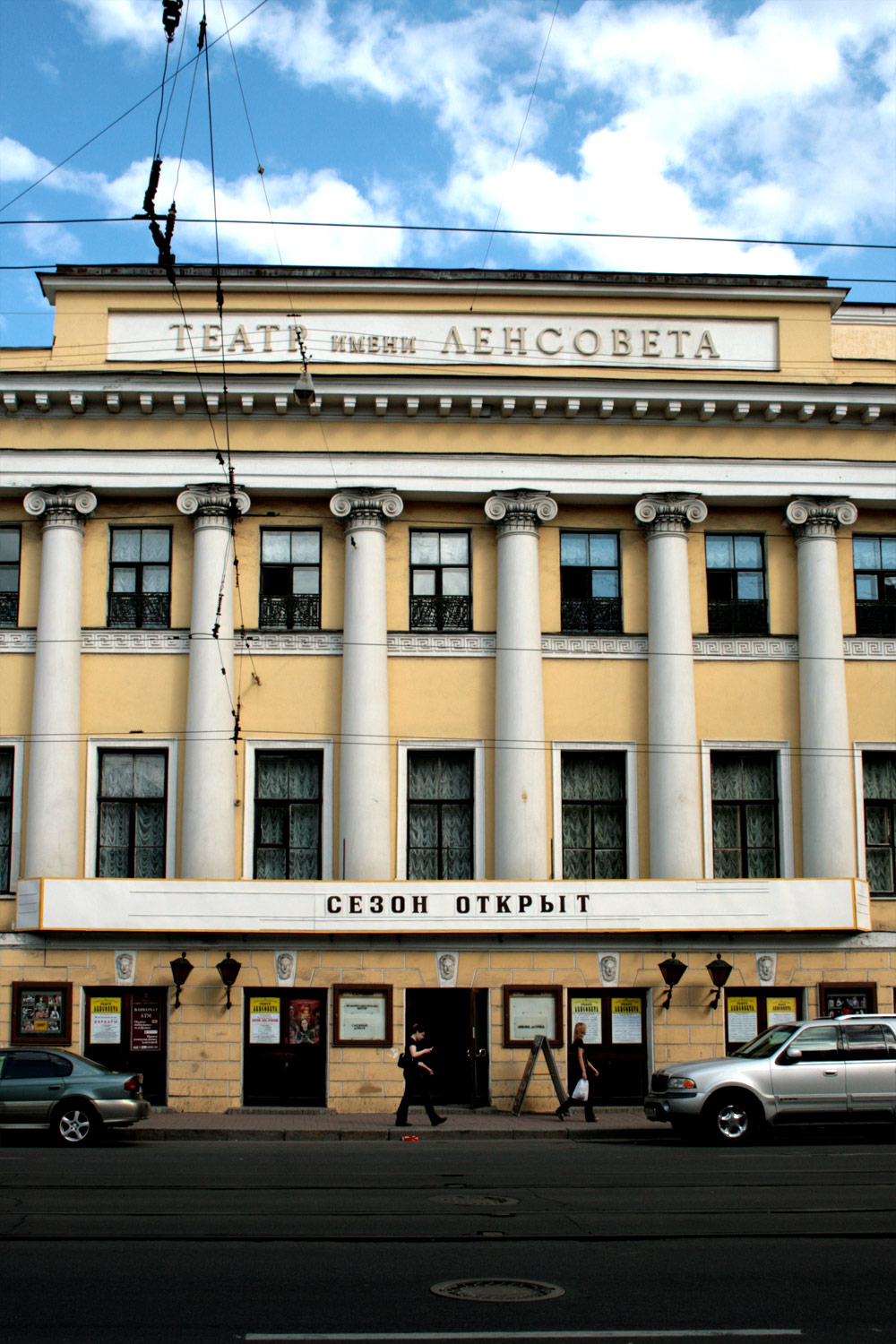

- В декабре 2009 года пьеса была поставлена на сцене Санкт-Петербургского театра им. Ленсовета, где главные роли исполнили Михаил Боярский и Лариса Луппиан. Постановка приурочена к юбилею Михаила Сергеевича[6][7].

- Режиссёр-постановщик — Олег Леваков
- Музыкальное оформление — Владимир Бычковский
- Художник — Павел Каплевич
- Художники по костюмам — Ирина Долгова, Павел Каплевич
- Художник по свету — Константин Аникин
- Хореограф — Сергей Грицай